# كسوف الشمس 15 نوفمبر 2096
سيحدث كسوف حلقي للشمس في 15 نوفمبر 2096 يحدث كسوف الشمس عندما يمر القمر بين الأرض والشمس ، وبالتالي يحجب صورة الشمس كليًا أو جزئيًا عن مشاهد على الأرض. يحدث الكسوف الحلقي للشمس عندما يكون القطر الظاهر للقمر أصغر من قطر الشمس ، مما يحجب معظم ضوء الشمس ويتسبب في ظهور الشمس كحلقة. يظهر الخسوف الحلقي على شكل كسوف جزئي فوق منطقة من الأرض يبلغ عرضها آلاف الكيلومترات.

## كسوفات وخسوفات أخرى

### كسوف الشمس 2094-2098
هذا الكسوف هو جزء من دورة semester. يتكرر الكسوف في دورة semester كل 177 يومًا تقريبًا و4 ساعات في العقد المتناوبة من مدار القمر.
| 119 | June 13, 2094 [الإنجليزية] كسوف جزئي | 124 | December 7, 2094 [الإنجليزية] كسوف جزئي |
| 129 | June 2, 2095 [الإنجليزية] كسوف كلي   | 134 | كسوف الشمس 27 نوفمبر 2095 كسوف حلقي     |
| 139 | كسوف الشمس 22 مايو 2096 كسوف كلي     | 144 | كسوف الشمس 15 نوفمبر 2096 كسوف حلقي     |
| 149 | كسوف الشمس 11 مايو 2097 كسوف كلي     | 154 | كسوف الشمس 4 نوفمبر 2097 كسوف حلقي      |
|     |                                      | 164 | كسوف الشمس 24 أكتوبر 2098 كسوف جزئي     |

### ساروس 144
هذا الكسوف هو جزء من دورة ساروس 144، والتي تتكرر كل 18 سنة و11 يومًا، وتحتوي على 70 حدثًا (كسوف وخسوف). بدأت الدورة بكسوف جزئي للشمس في 11 أبريل 1736. تنتهي الدورة في الحدث 70 ككسوف جزئي في 5 مايو 2980.
| تحدث أعضاء السلسلة 11-21 بين عامي 1901 و 2100: | تحدث أعضاء السلسلة 11-21 بين عامي 1901 و 2100: | تحدث أعضاء السلسلة 11-21 بين عامي 1901 و 2100: |
| 11                                             | 12                                             | 13                                             |
| ---------------------------------------------- | ---------------------------------------------- | ---------------------------------------------- |
| 30 يوليو 1916                                  | 10 أغسطس 1934                                  | 20 أغسطس 1952                                  |
| 14                                             | 15                                             | 16                                             |
| 31 أغسطس 1970                                  | 11 سبتمبر 1988                                 | 22 سبتمبر 2006                                 |
| 17                                             | 18                                             | 19                                             |
| 2 أكتوبر 2024                                  | 14 أكتوبر 2042                                 | 24 أكتوبر 2060                                 |
| 20                                             | 21                                             |                                                |
| 4 نوفمبر 2078                                  | 15 نوفمبر 2096                                 |                                                |

## روابط خارجية
- Earth visibility chart and eclipse statistics Eclipse Predictions by Fred Espenak, ناسا/مركز غودارد لرحلات الفضاء
  - Google interactive map
  - Besselian elements